# SegaNet
SegaNet était un service en ligne fourni par Sega pour les consoles de jeux vidéo Saturn et Dreamcast. L'équivalent européen est le service Dreamarena.

## Saturn (Japon)
À son lancement, SegaNet est un service fourni par Sega pour la Saturn au Japon, et dénommé Sega Net Link aux États-Unis.

## Dreamcast
SegaNet est un fournisseur d'accès à Internet éphémère donnant un accès à Internet par ligne commutée destiné au jeu en ligne sur la console Dreamcast. Il remplace Heat.net, un service de jeu en ligne sur PC conçu par SegaSoft. Il est d'abord populaire lors de son lancement le 10 septembre 2000.